# Puya fastuosa
Puya fastuosa är en gräsväxtart som beskrevs av Carl Christian Mez. Puya fastuosa ingår i släktet Puya och familjen Bromeliaceae. Inga underarter finns listade i Catalogue of Life.